# Langsted
Langsted (dansk) eller Langstedt (tysk) er en landsby og kommune beliggende omtrent 20 km syd for Flensborg på midtsletten ved Trenen liger overfor nabobyen Eggebæk i Sydslesvig. Administrativt hører kommunen under Slesvig-Flensborg kreds i den nordtyske delstat Slesvig-Holsten. Kommunen samarbejder på administrativt plan med andre kommuner i omegnen i Eggebæk kommunefællesskab (Amt Eggebek). I kirkelig henseende hører Langsted under Eggebæk Sogn. Sognet lå i Ugle Herred (Flensborg Amt), da området tilhørte Danmark.

## Geografi
Langsted er beliggende ved Trenen på heden, hvor jorderne er sandede. Der skelnes mellem Vester og Øster Langsted. Omegnen er stærkt præget af landbrug. I øst og nordøst grænser byen til Eggebæk og Tydal. Grænsen dannes her af floden Trene. Syd for byen ligger den cirka 300 ha store Byskov (Büschauer Holz). Ved kommunens østlige kant løber motorvejen A 7 / E45 i nord-sydlige retning.

## Historie
Langsted blev første gang nævnt 1453. Stednavnet beskriver en langstrakt bebyggelse, afledt af gammeldansk stath. På sønderjysk udtales stednavnet Långste.